# Hugues II de Lusignan
Pour les articles homonymes, voir Hugues II et Hugues de Lusignan.
Hugues II dit le Cher (av. 950-v. 980) est le fils d'Hugues Ier le Veneur, et d'Aleait. Il fit construire le château de Lusignan, et en est le premier seigneur. Il possédait également les châteaux de Frontenay, Vivonne et Celle.

## Mariage et descendance

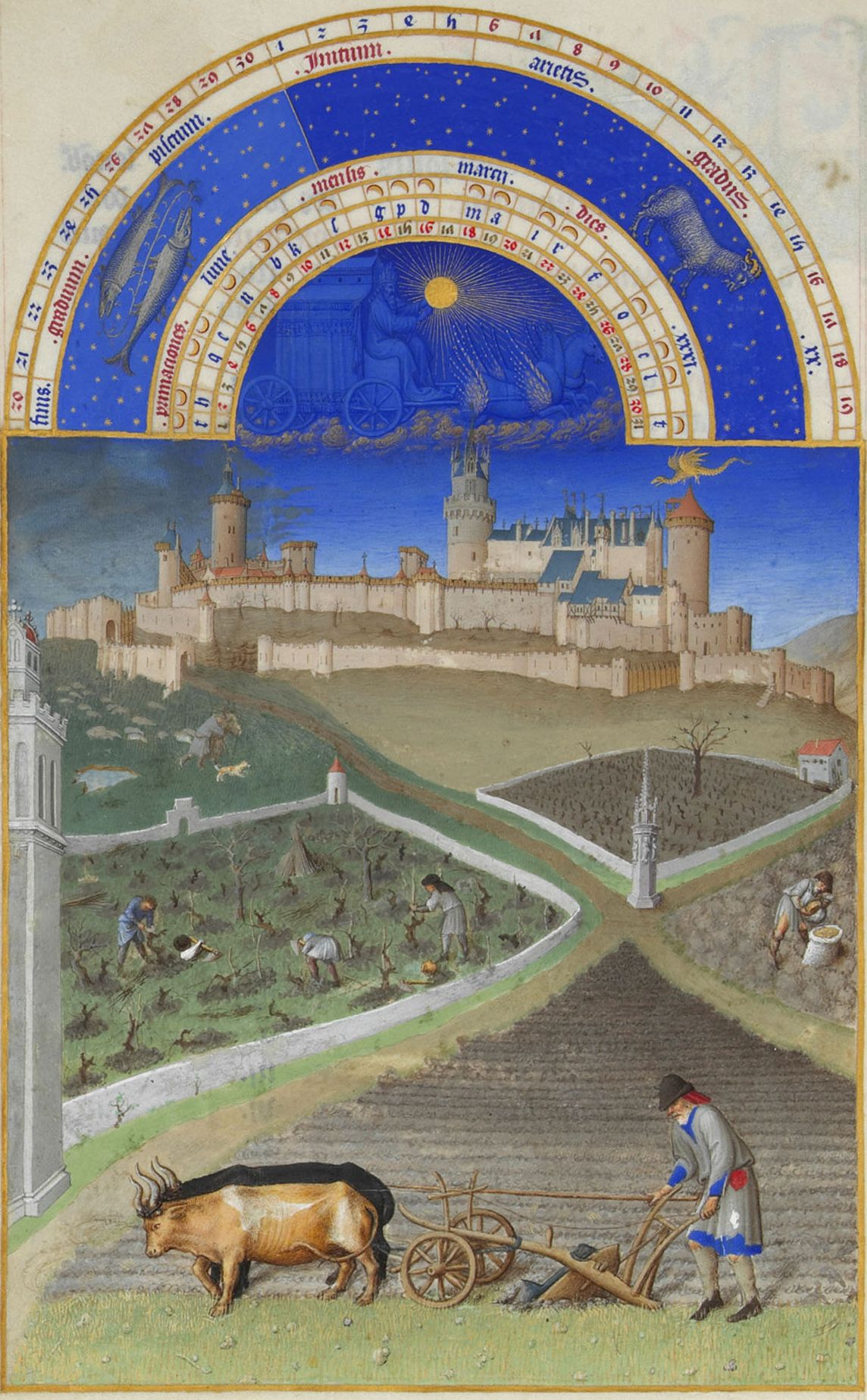
Représentation du château de Lusignan au début du XVe siècle : Les Très Riches Heures du duc de Berry (extrait).

### Avierne
Hugues II épouse Avierne (av. 947/955-ap. 959/977), probable parente des Rorgonides dont les seigneurs de Parthenay sont peut-être issus. Le couple est propriétaire d'un alleu proche de Parthenay, à Vasles, qui pourrait faire partie de la dot d'Avierne.

### Postérité
Hugues le Cher et Avierne ont :
- Hugues III de Lusignan dit le Blanc[2] (v. 970-v. 1012), seigneur de Lusignan et de Civray ;
- Joscelin[11] (v. 974-v. 1020), seigneur de Vivonne[12] et de Chizé. Il épouse Rosce[13] (av. 1000-ap. 1015).

Sans certitude :
- Albuin Ier (v. 975-ap. 1012/1019)[14], seigneur de Celle, fondateur du sous-lignage[15] du même nom[16] ;
- Adeline[17] (v. 977-ap. 1024), mariée à Bernefried[18] (av. 970-v. 1024), qui ne figure que dans deux chartes du vicomte Cadelon III d'Aulnay et fait probablement partie de ses proches[19]. Adeline est citée en 1024 comme religieuse[20]. Le couple donne naissance à :
  - Rorgon (av. 990-ap. 1027), chanoine et archidiacre de Saint-Pierre de Poitiers[17] ;
- Adalgarde (av. 978-ap. 990)[18], épouse d'Arbert Ier (v. 940-v. 1000) qui semble être propriétaire d'un certain nombre de terres entre le Haut-Poitou et la Saintonge sans relations particulières avec l'entourage local ou épiscopal[19]. Ils ont :
  - Hugues Ier[17] (av. 997-ap. 1015), viguier[21],[13], fondateur du sous-lignage[15] de Vivonne[22].

## Sources et bibliographie

### Sources narratives
- La Chronique de Saint-Maixent (751-1140), éd. et trad. Jean Verdon, Paris, Les Belles Lettres, 1979.